# Beate Audum
Beate Audum, född 1944, död 1994, var en norsk barnboksförfattare och översättare.
Hon debuterade 1978 med boken Ser deg siden, Donna
Audum hade även program för barn i norsk radio och TV. Som översättare har hon bland annat översatt Elsie Johansson, Jujja Wieslander, Margareta Strömstedt, Inger Sandberg samt Ulf Nilsson till norska.